# الجبة (صبر الموادم)
الجبه هي إحدى قرى الجمهورية اليمنية. وهي تتبع جغرافيًا لمحافظة تعز. وإداريًا لمديرية صبر الموادم. يبلغ تعداد سكانها 1740 نسمة حسب الإحصاء الذي جرى عام 2004.